# Michael Jaffé
Andrew Michael Jaffé (3 juin 1923 – 13 juillet 1997) est un historien de l'art et conservateur britannique. Il est directeur du Fitzwilliam Museum de Cambridge, pendant 17 ans, de 1973 à 1990.

## Biographie
Né à Londres, il fait ses études chez Wagner et au Collège d'Eton. Les études de premier cycle de Jaffé sont retardées de quatre ans par la Seconde Guerre mondiale, pendant laquelle il sert dans la RNVR. Il entre au King's College de Cambridge en 1945, où il étudie l'histoire avant de se tourner vers l'anglais, matière dans laquelle il obtient une première mention. Il est président de la Marlowe Society et est rédacteur en chef de Granta alors qu'il est étudiant. Après Cambridge, il étudie l'histoire de l'art à l'Institut Courtauld, où il assiste aux conférences de Johannes Wilde et a accès à la collection Seilern ; il effectue ensuite des recherches à Harvard sur Rubens et ses contemporains.
Il devient membre du King's College en 1952, poste qu'il occupe jusqu'à sa mort ; il est nommé maître de conférences adjoint en beaux-arts de l'Université de Cambridge en 1956 ; et commence à enseigner au premier cycle dans cette matière. Il occupe ce poste pendant quatre ans avant de rejoindre l'Université Washington de Saint-Louis en 1960, où il est brièvement professeur d'art de la Renaissance, jusqu'à son retour à l'Université de Cambridge en 1961, où il est nommé maître de conférences en beaux-arts. En 1968, il est nommé maître de conférences en histoire de l'art occidental, et devient chef du département d'histoire de l'art en 1970, poste qu'il occupe jusqu'en 1973 et sa nomination à la direction du Fitzwilliam Museum.
Jaffé épouse Patricia Milne-Henderson en 1964 et ils ont deux fils et deux filles. Jaffé possède la maison de campagne Clifton Maybank près de Yeovil dans le Somerset. Il est nommé CBE en 1989. Il est décédé le 13 juillet 1997. Un buste en bronze de Jaffé par Elisabeth Frink se trouve au Fitzwilliam.
Il est élu membre honoraire international de l'Académie américaine des arts et des sciences en 1990.

## Publications
- Van Dyck's Antwerp Sketchbook  1966
- Rubens 1967
- Jacob Jordaens 1593-1678 1968
- Rubens and Italy 1977
- Rubens: catalogo completo  1989
- Old master drawings from Chatsworth 1993
- The Devonshire Collection of Italian Drawings 1994 (éditeur)